# Przewodów
Przewodów (prononciation : [pʂɛˈvɔduf]) est un village polonais de la gmina de Dołhobyczów dans le powiat de Hrubieszów de la voïvodie de Lublin dans l'est de la Pologne, à la frontière avec l'Ukraine.
Il se situe à environ 15 kilomètres au sud-ouest de Dołhobyczów (siège de la gmina), 39 kilomètres au sud de Hrubieszów (siège du powiat) et 129 kilomètres au sud-est de Lublin (capitale de la voïvodie).
Le village comptait approximativement une population de 587 habitants en 2009.

## Histoire
De 1975 à 1998, le village est attaché administrativement à la voïvodie de Zamość.

Depuis 1999, il fait partie de la voïvodie de Lublin.
Le 15 novembre 2022, dans le contexte de l'invasion de l'Ukraine par la Russie, le village a été frappé par des missiles ou des débris de missiles, tuant deux personnes, une enquête officielle étant en cours afin de déterminer s'il s'agit d'un tir de missile russe intercepté en vol par un missile anti-missile de la défense ukrainienne,,.